# Nicolas Changarnier (1756-1821)
Ne doit pas être confondu avec Nicolas Changarnier.
Nicolas Changarnier est un homme politique français né le 25 février 1756 à Autun (Saône-et-Loire) et décédé le 31 août 1821 au même lieu.

## Biographie
Homme de loi à Autun et juge seigneurial, il devient procureur de la commune en 1790, puis commissaire du roi près le tribunal d'Autun de 1790 à 1792. Incarcéré comme suspect sous la Terreur, il reprend ses fonctions de juge en l'an V. Il est élu député de Saône-et-Loire au Conseil des Cinq-Cents le 22 germinal an V, mais est déchu de son mandat après le coup d’État du 18 fructidor an V. Il retrouve des fonctions de magistrat sous la Restauration.
Il est le père de Nicolas Changarnier.

## Sources
- « Nicolas Changarnier (1756-1821) », dans Adolphe Robert et Gaston Cougny, Dictionnaire des parlementaires français, Edgar Bourloton, 1889-1891 [détail de l’édition]